# 圣帕尔杜
圣帕尔杜（法語：Saint-Pardoux，法語發音：[sɛ̃ paʁdu]）是法国德塞夫勒省的一个旧市镇，属于帕尔特奈区。2019年，圣帕尔杜与市镇苏捷合并为新市镇圣帕尔杜-苏捷，圣帕尔杜为新市镇行政中心。

## 地理
圣帕尔杜（46°34'17"N, 0°18'21"W）面积34.24 平方千米，位于法国新阿基坦大区德塞夫勒省，该省份为法国西部内陆省份，北起曼恩-卢瓦尔省，西接旺代省，南至夏朗德省和滨海夏朗德省，东临维埃纳省。
与圣帕尔杜接壤的市镇（或旧市镇、城区）包括：勒塔吕、阿洛讷、图埃河畔阿宰、马济耶尔昂加蒂讷、圣马克拉朗德、苏捷、武埃。
圣帕尔杜的时区为UTC+01:00、UTC+02:00（夏令时）。

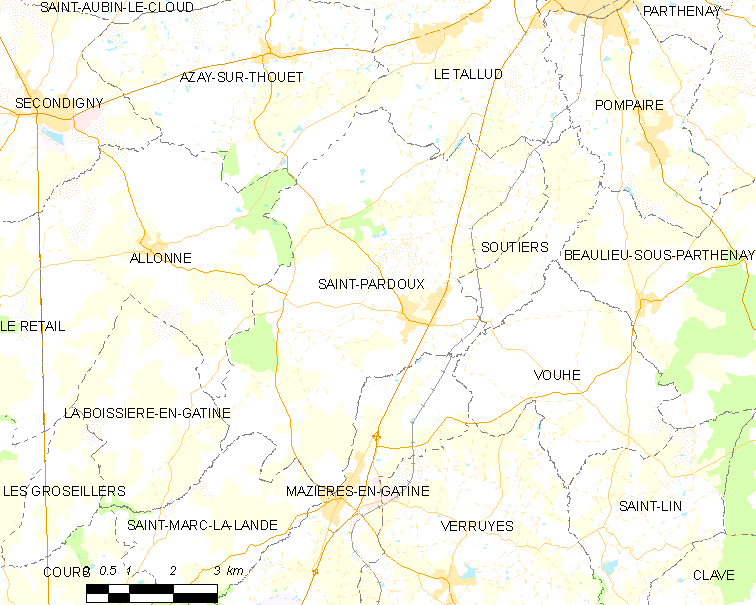
圣帕尔杜的OSM定位图

## 行政
圣帕尔杜的邮政编码为79310，INSEE市镇编码为79285。

## 政治
圣帕尔杜所属的省级选区为拉加蒂讷县。

## 人口

1962-2008年间圣帕尔杜人口变化图示

圣帕尔杜于2018年1月1日时的人口数量为1604人。